# Третья индо-пакистанская война
Третья индо-пакистанская война — вооружённый конфликт между Индией и Пакистаном, произошедший в декабре 1971 года. Причиной войны стало вмешательство Индии в гражданскую войну, шедшую в Восточном Пакистане. В результате боевых действий Пакистан потерпел тяжёлое поражение, а Восточный Пакистан (Бангладеш) обрёл независимость.

## Предыстория

Территория Пакистана в 1970 году. Восточный Пакистан значительно отдалён от основной территории

Исламская Республика Пакистан, созданная в результате раздела Британской Индии в 1947 году, состояла из двух частей — западной и восточной. Они были отдалены друг от друга более чем на 1600 км территорией Индии, с которой у Пакистана сразу же сложились враждебные отношения. В стратегическом плане такое разделение было невыгодно Пакистану, поскольку делало затруднительным сообщение между частями и обеспечение безопасности восточной части страны в случае военных действий с Индией. Две страны воевали друг с другом в 1947—1948 и в 1965 годах, обе войны были вызваны территориальным спором в штате Кашмир. Однако очередной конфликт был связан с кризисом в Восточном Пакистане.
Западный и Восточный Пакистан заметно отличались друг от друга в культурном плане. Столица страны Карачи находилась в западной части страны, отсюда же происходило большинство представителей пакистанской политической элиты. Западный Пакистан всегда доминировал над Восточным и экономически, и политически, хотя по количеству населения уступал ему (по переписи 1972 года население Пакистана: 64,9 млн чел., по переписи 1974 года население Бангладеш: 71,3 млн чел.). В развитие восточных территорий вкладывалось намного меньше средств. Существовала и языковая проблема: в 1952 году в Дакке была расстреляна демонстрация, требовавшая отмены постановления о признании единственным государственным языком страны урду (большинство населения на востоке говорило на бенгали, в то время как урду был родным языком относительно небольшой этнической группы на западе). Постепенно жители восточной части страны начали ощущать себя гражданами второго сорта. В 1970 году на Восточный Пакистан обрушился тропический циклон Бхола, одно из самых разрушительных стихийных бедствий новейшего времени. Его жертвами стали до полумиллиона пакистанцев. Власти региона обвинили центральное руководство страны в неэффективности оказанной помощи и бездействии; прошли многотысячные манифестации с требованиями отставки президента страны Яхьи-хана.
В декабре 1970 года в стране прошли парламентские выборы, на которых большинство голосов получила возглавляемая шейхом Муджибуром Рахманом восточнопакистанская партия «Авами Лиг» («Лига свободы»), выступавшая с программой предоставления востоку страны значительной автономии. Согласно конституции страны, она получила право сформировать правительство. Но лидер победившей на западе Пакистанской народной партии Зульфикар Али Бхутто выступил против назначения Рахмана на пост премьер-министра. Переговоры между политиками при участии Яхьи-хана не увенчались успехом. 7 марта 1971 года Рахман выступил с речью, в которой заявил о том, что его партия борется за независимость Восточного Пакистана. В ответ на это 25 марта пакистанская армия, состоявшая в основном из выходцев с запада, начала операцию «Прожектор» по установлению контроля над всеми городами восточной части страны. «Авами Лиг» была запрещена, а Муджибур Рахман арестован. 27 марта майор вооружённых сил страны Зиаур Рахман зачитал по радио текст написанной Муджибуром декларации независимости, провозглашавшей создание государства Бангладеш. В стране развернулась гражданская война.

## Бангладешская освободительная война
Поначалу пакистанская армия встретила минимальное сопротивление. К концу весны она заняла все города Бангладеш и подавила какую-либо политическую оппозицию. В сельских районах развернулось партизанское движение, участники которого были известны как «Мукти-бахини». Их ряды быстро пополнялись за счёт армейских дезертиров, а также местного населения. Армия развернула жестокие репрессии против бангладешцев; по существующим оценкам, к концу 1971 года было убито от 200 тыс. до 3 млн жителей страны. Не менее 8 млн беженцев ушли в Индию.
Премьер-министр Индии Индира Ганди сразу же после провозглашения независимости Бангладеш выступила в поддержку нового государства. Индия была заинтересована в ослаблении Пакистана, своего давнего недруга. По мере прибытия всё новых и новых беженцев у индийского руководства появилась и сугубо практическая заинтересованность в прекращении насилия в Бангладеш: содержание такого числа людей слишком дорого обходилось бюджету страны, обострились и социальные проблемы. Была развёрнута кампания по привлечению внимания международной общественности к проблеме беженцев и к жестоким действиям пакистанской армии. Помимо этого, Индия стала оказывать «мукти бахини» военную помощь, что не замедлило сказаться на их боеспособности. Уже летом 1971 года партизаны активизировали свои действия. Страна была разделена ими на 11 военных зон, в каждой из которых силы «мукти бахини» возглавил бывший офицер пакистанской армии. Партизаны имели небольшие военно-воздушные силы и речной флот. Правительственная армия оказалась не готова к ведению антипартизанской войны в условиях местности, покрытой джунглями и многочисленными реками. Располагая базовыми лагерями на территории Индии, «мукти бахини» проводили успешные операции в Бангладеш и отступали через границу.
Пакистанское руководство пришло к закономерному выводу, что партизанское движение невозможно будет подавить до тех пор, пока оно получает помощь из Индии. Тем временем индийские войска подтягивались к границе, напряжение в отношениях между странами нарастало. 21 ноября произошли серьёзные наземные и воздушные инциденты с участием регулярных армий Индии и Пакистана. В конце ноября индийский военно-морской флот атаковал пакистанские корабли, потопив транспортный корабль.

## Ход боевых действий
В конце ноября 1971 года Индия официально признала, что её войска вторглись в Восточный Пакистан «для самообороны». Во второй половине дня 3 декабря 1971 года военно-воздушные силы Пакистана подвергли внезапной бомбардировке ряд индийских авиабаз. Эта операция, носившая кодовое название «Чингисхан», была спланирована под влиянием израильского авиаудара в первый день Шестидневной войны 1967 года, в результате которого ВВС арабских стран были практически выведены из строя. Однако Пакистану не удалось повторить израильский успех, ущерб от налётов был минимальным. После полуночи Индира Ганди выступила с радиообращением к нации, в котором сообщила о начале войны. Почти одновременно индийская авиация приступила к нанесению ответных ударов по авиабазам на территории Пакистана. 4 декабря в Индии было объявлено чрезвычайное положение и началась мобилизация.
Военные силы Пакистана в Бангладеш оказались в безнадёжном положении. Размещённые здесь три дивизии были рассредоточены для ведения боевых действий против партизан, почти не имели авиационной поддержки и не могли остановить наступление трёх индийских корпусов. Сознавая это обстоятельство, пакистанское командование попыталось навязать Индии войну на два фронта и развернуло наступательные действия на западе. Однако и на западном фронте превосходство оказалось на стороне индийской армии. В сражении при Лонгевале 5—6 декабря одна-единственная рота 23-го батальона Пенджабского полка успешно сдержала наступление усиленной 51-й пехотной бригады Пакистана; значительную роль в этом сражении сыграла индийская истребительно-бомбардировочная авиация, уничтожившая большое количество техники противника на подступах к Лонгевале. В целом индийская армия не только отразила пакистанские удары, но и сама перешла в наступление, захватив на раннем этапе войны некоторые пограничные территории. При попытке индийской армией окружить пакистанский город Шакаргарх произошло крупнейшее танковое сражение войны. Пакистанское командование указывало что из-за недостаточно подготовленной контратаки пакистанские танки M48 понесли огромные потери от огня индийских танков Т-55.
На восточном фронте индийские силы совместно с подразделениями «мукти бахини» стремительно обошли основные оборонительные узлы противника. Решающим фактором здесь оказалась высокая мобильность в трудной местности. Хорошо себя зарекомендовали плавающие танки ПТ-76 и транспортные вертолёты Ми-4 советского производства. Уже к концу второй недели войны армия Индии подошла к Дакке. Не видя смысла в дальнейшем сопротивлении, 16 декабря командующий пакистанскими войсками в Бангладеш генерал Ниязи подписал акт о капитуляции своей группировки. 17 декабря Индия объявила о прекращении огня. На этом война завершилась.

## Война на море
Военные действия на море были ознаменованы целым рядом боевых контактов флотов противоборствующих сторон.
- 4 декабря была потоплена пакистанская подводная лодка «Гази», имевшая задачу атаковать флагман индийского флота авианосец «Викрант»[10]. В ночь на 4 декабря подводная лодка пыталась выставить мины возле фарватера Вишакхапатнам, однако около полуночи после обнаружения её перископа была атакована старым индийским эсминцем Д141 «Раджпут», сбросившим две глубинные бомбы. Через некоторое время (в 00.15 4 декабря) на ПЛ произошёл катастрофический внутренний взрыв, и лодка затонула со всем экипажем из 82 человек.
- 5 декабря во время рейда индийского флота в составе двух сторожевых кораблей и трёх ракетных катеров в район Карачи были потоплены пакистанский эсминец «Хайбер» и дозорный тральщик «Мухафиз». Из 270 членов экипажа на «Хайбере» спаслось лишь 70[10].
- 8 декабря одиночный индийский ракетный катер провёл операцию «Питон» в районе Карачи, поразив множество кораблей в порту, включая не пакистанские.
- 9 декабря пакистанская подводная лодка «Хангор» торпедировала индийский фрегат «Хукри». Инцидент стал первой и до сих пор единственной результативной атакой, произведённой дизель-электрической подводной лодкой после Второй мировой войны. На борту атакованного судна погибло 19 офицеров и 193 матроса, 9 офицеров и 93 матроса спаслись[10].

Индо-пакистанский конфликт 1971 года продемонстрировал преждевременность отказа от размещения на кораблях ствольной артиллерии крупных калибров (свыше 100—127 мм). Она оказалась гораздо более дешёвым средством борьбы с береговыми объектами, и при этом не менее эффективным, нежели управляемые корабельные ракеты. Было также подтверждено, что подводные лодки продолжают оставаться надёжным морским оружием — так же, как неуправляемые торпеды и «традиционные» глубинные бомбы.

## Война в воздухе
После внезапной атаки, пакистанские ВВС перешли к обороне. По мере развития войны индийские ВВС продолжали сражаться с пакистанскими над зонами конфликта, но число вылетов, совершаемых пакистанцами, уменьшалось день ото дня. Индийские лётчики совершили 4000 боевых вылетов, ответ Пакистана был отнюдь не так значителен, отчасти из-за нехватки не-бенгальского технического персонала.
Отсутствие ответных мер также объясняется решением пакистанского командования сократить потери, поскольку потери в конфликте в освободительной войне на востоке были огромны. Пакистанские ВВС избегали контактов с военно-морским флотом Индии после того, как последний дважды атаковал порт Карачи, однако предприняли ответные меры, совершив налёт на гавань Оха, уничтожив топливные запасы.
На Востоке была разгромлена 14-я эскадрилья истребителей «Сейбр», в одиночку противостоявшая одиннадцати эскадрильям ВВС Индии, а командир эскадрильи П. К. Мехди попал в плен, в результате чего противовоздушная оборона Дакки вышла из строя, что привело к превосходству индийской авиации на востоке.
В конце войны пакистанским пилотам и обслуживающему персоналу пришлось бежать из Восточного Пакистана в соседнюю Бирму, до того, как индийские военные в декабре 1971 года захватили Дакку. На захваченном аэродроме в Дакке индийцы обнаружили 11 брошенных истребителей F-86 Sabre, 2 самолёта T-33 Shooting Star, 1 вертолёт Alouette III и 1 вертолёт Hiller UH12E4.

## Результаты
В результате индийского военного вмешательства Бангладеш обрёл независимость. 16 декабря ежегодно отмечается в Бангладеш как День победы.
Почти сразу после завершения боевых действий президент Пакистана Яхья-хан ушёл в отставку; его сменил Зульфикар Бхутто, который через три года официально извинился перед народом бывшего Восточного Пакистана за преступления против него. К числу заслуг Бхутто относят то обстоятельство, что он сумел добиться освобождения всех пакистанских военнопленных без суда над ними, которого требовало новое правительство Бангладеш. Отношения между всеми тремя странами были нормализованы после подписания Симлского соглашения 1972 года.
Зульфикар Бхутто сразу после прихода к власти начал программу по разработке Пакистаном ядерного оружия в январе 1972 года.
Война 1971 года стала самой крупной в череде индо-пакистанских конфликтов.

## Советско-американское противостояние
Будучи одной из важных вех Холодной войны, Третья индо-пакистанская война пришлась на один из её пиковых моментов. Советско-американское мировое противостояние в контексте данного регионального конфликта выразилось главным образом в действиях разведок и флотов, во взаимном препятствовании друг другу оказать прямую военную помощь одной из воюющих сторон. Так, например, 7-й флот США прибыл в Индийский океан и выдвинулся в направлении индийского побережья, в готовности предпринять активные действия по поддержке Пакистана в конфликте (огнём корабельной артиллерии, ударами крылатых ракет, действиями палубной авиации и др.), но силы спутниковой разведки Главного управления космических средств РВСН СССР предприняли ряд активных контрмер по вскрытию стратегического манёвра американцев, — для этого имелся уже находящийся на орбите советский разведывательный спутник «Космос-456» (заблаговременно выведен на орбиту 19 ноября с космодрома «Плесецк», за две недели до начала военных действий), 6 декабря с космодрома «Байконур» был запущен «Космос-463», предназначенный специально для наблюдения за акваторией Индийского океана, в которой предстояло действовать американской эскадре. 10 декабря с пятисуточным полётным заданием был запущен «Космос-464». 16 декабря с полётным заданием сроком 11 суток был запущен «Космос-466».
Вскоре после того, как корабли ВМС США покинули акваторию Индийского океана в январе 1972 года, завершил работу последний советский спутник оптической разведки «Космос-470», следивший за акваторией. Таким образом, Советскому Союзу удалось не только упредить и пресечь любую американскую военную инициативу на море, но и испытать в боевой обстановке секретную на тот момент космическую систему оптического слежения за силами подводного флота противника (исходно предназначавшуюся для раннего предупреждения о применении противником БРПЛ типа «Поларис»), включавшую в себя как указанные космические аппараты, так и наземные станции спутниковой связи и обработки информации. Поэтому данную войну можно считать первым случаем успешного применения сил космической разведки для решения стратегических задач противоборствующих сторон.

## В произведениях искусства
Войне 1971 года посвящены по меньшей мере три индийских художественных фильма:
- Hindustan Ki Kasam (1973)
- Border (1997)
- 1971 (2007)